# Ždírec (Jihlavai járás)
Ždírec település Csehországban, a Jihlavai járásban. Ždírec Jamné, Dobronín, Polná, Měšín, Věžnička és Střítež településekkel határos. Lakosainak száma 450 fő (2024. január 1.).

## Népesség
A település lakosságának változását az alábbi diagram mutatja:
| Lakosok száma | 344  | 467  | 411  | 348  | 338  | 388  | 449  | 442  | 434  | 450  |
|               | 1869 | 1890 | 1921 | 1950 | 1980 | 2001 | 2017 | 2019 | 2022 | 2024 |